# Scream (album Tokio Hotel)
Scream è l'album d'esordio internazionale del gruppo tedesco Tokio Hotel. Contiene le versioni in inglese di alcuni brani in tedesco tratti dai due precedenti album del gruppo Schrei e Zimmer 483, distribuiti solo in Germania, Polonia, Austria e Repubblica Ceca.
In Germania, Polonia, Austria e Repubblica Ceca il disco è stato distribuito con il titolo Room 483 mentre negli Stati Uniti e in Canada è stato pubblicato un EP dal nome Scream America.
Il primo singolo, Monsoon, ha riscosso un ottimo successo in tutta Europa. Gli altri singoli sono Ready, Set, Go!, By Your Side e Don't Jump.

## Tracce
Edizione standard
1. Scream – 3:21 (testo: Dave Roth, David Jost, Rebecca Roth – musica: Dave Roth, David Jost)
2. Ready, Set, Go! – 3:34 (testo: Dave Roth, David Jost, Patrick Benzner, Peter Hoffmann, Bill Kaulitz, Rebecca Roth – musica: Dave Roth, Patrick Benzner, David Jost, Peter Hoffmann, Tom Kaulitz)
3. Monsoon – 4:01 (testo: Dave Roth, David Jost, Patrick Benzner, Peter Hoffmann, Bill Kaulitz, Rebecca Roth – musica: Dave Roth, Patrick Benzner, David Jost, Peter Hoffmann)
4. Love Is Dead – 3:42 (testo: Dave Roth, David Jost, Patrick Benzner, Peter Hoffmann, Bill Kaulitz, Rebecca Roth – musica: Dave Roth, Patrick Benzner, David Jost, Peter Hoffmann, Tom Kaulitz, Georg Listing, Gustav Schäfer)
5. Don't Jump – 4:09 (testo: Dave Roth, David Jost, Patrick Benzner, Peter Hoffmann, Bill Kaulitz, Rebecca Roth – musica: Dave Roth, Patrick Benzner, David Jost, Peter Hoffmann, Tom Kaulitz)
6. On the Edge – 4:05 (testo: Dave Roth, David Jost, Patrick Benzner, Peter Hoffmann, Bill Kaulitz, Rebecca Roth – musica: Dave Roth, Patrick Benzner, David Jost, Peter Hoffmann, Tom Kaulitz)
7. Sacred – 4:03 (testo: Dave Roth, David Jost, Patrick Benzner, Peter Hoffmann, Bill Kaulitz, Rebecca Roth – musica: Dave Roth, Patrick Benzner, David Jost, Peter Hoffmann)
8. Break Away – 3:24 (testo: Dave Roth, David Jost, Patrick Benzner, Peter Hoffmann, Bill Kaulitz, Rebecca Roth – musica: Dave Roth, Patrick Benzner, David Jost, Peter Hoffmann, Tom Kaulitz, Georg Listing, Gustav Schäfer, Bill Kaulitz)
9. Rescue Me – 3:56 (testo: Dave Roth, David Jost, Patrick Benzner, Bill Kaulitz, Rebecca Roth – musica: Dave Roth, Patrick Benzner, David Jost)
10. Final Day – 3:03 (testo: Dave Roth, David Jost, Patrick Benzner, Bill Kaulitz, Rebecca Roth – musica: Dave Roth, Patrick Benzner, David Jost)
11. Forgotten Children – 4:34 (testo: Dave Roth, David Jost, Patrick Benzner, Peter Hoffmann, Bill Kaulitz, Rebecca Roth – musica: Dave Roth, Patrick Benzner, David Jost, Tom Kaulitz, Bill Kaulitz)
12. By Your Side – 4:24 (testo: Dave Roth, David Jost, Patrick Benzner, Peter Hoffmann, Bill Kaulitz, Rebecca Roth – musica: Dave Roth, Patrick Benzner, David Jost, Peter Hoffmann)

Bonus track edizione canadese
1. 1000 Oceans – 3:55 (testo: Dave Roth, David Jost, Patrick Benzner, Bill Kaulitz, Rebecca Roth – musica: Dave Roth, Patrick Benzner, David Jost, Peter Hoffmann, Tom Kaulitz)
2. Monsoon (Live in Milano) – 3:47 (testo: Dave Roth, David Jost, Patrick Benzner, Peter Hoffmann, Bill Kaulitz, Rebecca Roth – musica: Dave Roth, Patrick Benzner, David Jost, Peter Hoffmann)

Bonus track edizione statunitense
1. 1000 Oceans – 3:55 (testo: Dave Roth, David Jost, Patrick Benzner, Bill Kaulitz, Rebecca Roth – musica: Dave Roth, Patrick Benzner, David Jost, Peter Hoffmann, Tom Kaulitz)
2. Durch den Monsun (Versione tedesca of Monsoon) – 3:47 (testo: Dave Roth, David Jost, Patrick Benzner, Peter Hoffmann, Bill Kaulitz, Rebecca Roth – musica: Dave Roth, Patrick Benzner, David Jost, Peter Hoffmann)

### Cronologia singoli
Europa (eccetto Regno Unito)
- Monsoon
- Ready, Set, Go!
- By Your Side
- Don't Jump

Canada e Stati Uniti
- Scream
- Ready, Set, Go!

Regno Unito
- Ready, Set, Go!

## Classifiche
| Classifica (2007) | Posizione raggiunta |
| come Scream       | come Scream         |
| ----------------- | ------------------- |
| Belgio (Fiandre)  | 6                   |
| Canada            | 6                   |
| Finlandia         | 27                  |
| Francia           | 6                   |
| Italia            | 2                   |
| Paesi Bassi       | 10                  |
| Portogallo        | 6                   |
| Polonia           | 31                  |
| Spagna            | 24                  |
| Svezia            | 1                   |
| Svizzera          | 26                  |
| come Room 483     |                     |
| Austria           | 27                  |